# Alfred I zu Windisch-Graetz

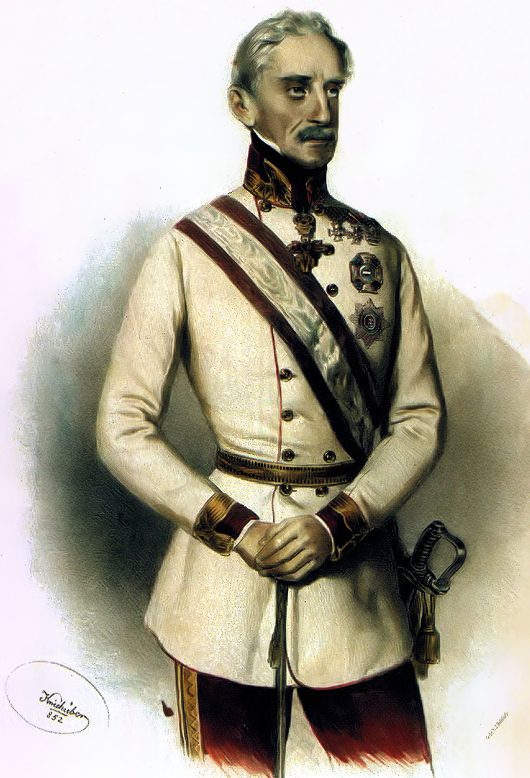
Alfred Windisch-Graetz

Alfred Candidus Ferdinand Fürst zu Windisch-Graetz (Brussel, 11 mei 1787 - Wenen, 21 maart 1862) was een Oostenrijks veldmaarschalk.
Hij was de zoon van de kameraar Joseph Niklas zu Windisch-Graetz en diens tweede vrouw Leopoldine van Arenberg, een dochter van de Zuid-Nederlandse staatsman Karel Marie Raymond van Arenberg.
Hij begon zijn militaire carrière als officier bij de ulanen en streed in de Derde, Vierde en Zesde Coalitieoorlog, waar hij zich met name in de Volkerenslag bij Leipzig onderscheidde. In 1826 werd hij generaal-majoor en brigadier te Praag, in 1833 luitenant-veldmaarschalk en divisiecommandant en in 1840 commandant in Bohemen.
Windisch-Graetz geniet met name bekendheid vanwege zijn rol in het neerslaan van de liberale opstanden in het revolutiejaar 1848. In juni sloeg hij de opstanden die volgden op het in Praag bijeengekomen Panslavisch Congres bloedig neer, waarbij zijn echtgenote Eleonore zu Schwarzenberg werd gedood en zijn zoon Alfred II gewond raakte. Na het uitbreken van de Weense Oktoberopstand werd hij tot opperbevelhebber van alle Oostenrijkse troepen buiten Italië benoemd. Hij nam Wenen op 31 oktober 1848 gesteund door ban Josip Jelačić in en drukte ook deze opstand op bloedige wijze de kop in. Aan de harde vervolging van opstandelingen die volgde viel onder anderen Robert Blum ten slachtoffer.
Met zijn zwager, minister-president Felix zu Schwarzenberg, bewerkstelligde Windisch-Graetz in december 1848 het aftreden van de zwakke keizer Ferdinand I ten gunste van diens neef Frans Jozef I. Hij bezette in december 1848 en januari 1849 Presburg, Raab, Boeda en Pest, maar werd in maart wegens een meningsverschil met Schwarzenberg van zijn taken ontheven.
Hij trok zich hierop terug op zijn goederen in Bohemen. In 1859 benoemde Frans Jozef hem tot gouverneur van de bondsvesting in Mainz en tot erfelijk lid van de Rijksraad. Hij stierf op 21 maart 1862. Zijn kleinzoon Alfred III zu Windisch-Graetz was van 1893 tot 1895 minister-president van Oostenrijk.
Charles-Joseph de Ligne · Joseph Alvinczy von Berberek · Heinrich von Bellegarde · Johannes I Jozef van Liechtenstein · Karl Philipp zu Schwarzenberg · Josef Radetzky von Radetz · Maximilian von Wimpffen · Alfred I zu Windisch-Graetz · Laval Nugent von Westmeath · Eugen Wratislaw von Mittrowitz-Nettolitzky · Heinrich von Heß · Albrecht van Oostenrijk-Teschen · Edmund zu Schwarzenberg
- Bibliothèque nationale de France: cb10741395s (data)
- Gemeinsame Normdatei: 118633651
- International Standard Name Identifier: 0000 0000 7329 2682
- Library of Congress Control Number: nr99029420
- Nationale Bibliotheek van Tsjechië: mzk2005300598
- Nederlandse Thesaurus van Auteursnamen: 13867809X
- Système universitaire de documentation: 149015178
- Virtual International Authority File: 84635414
- WorldCat: E39PBJgmTxTBm9mk6m7xRmpdcP